# 1000-km-Rennen auf dem Nürburgring 1981

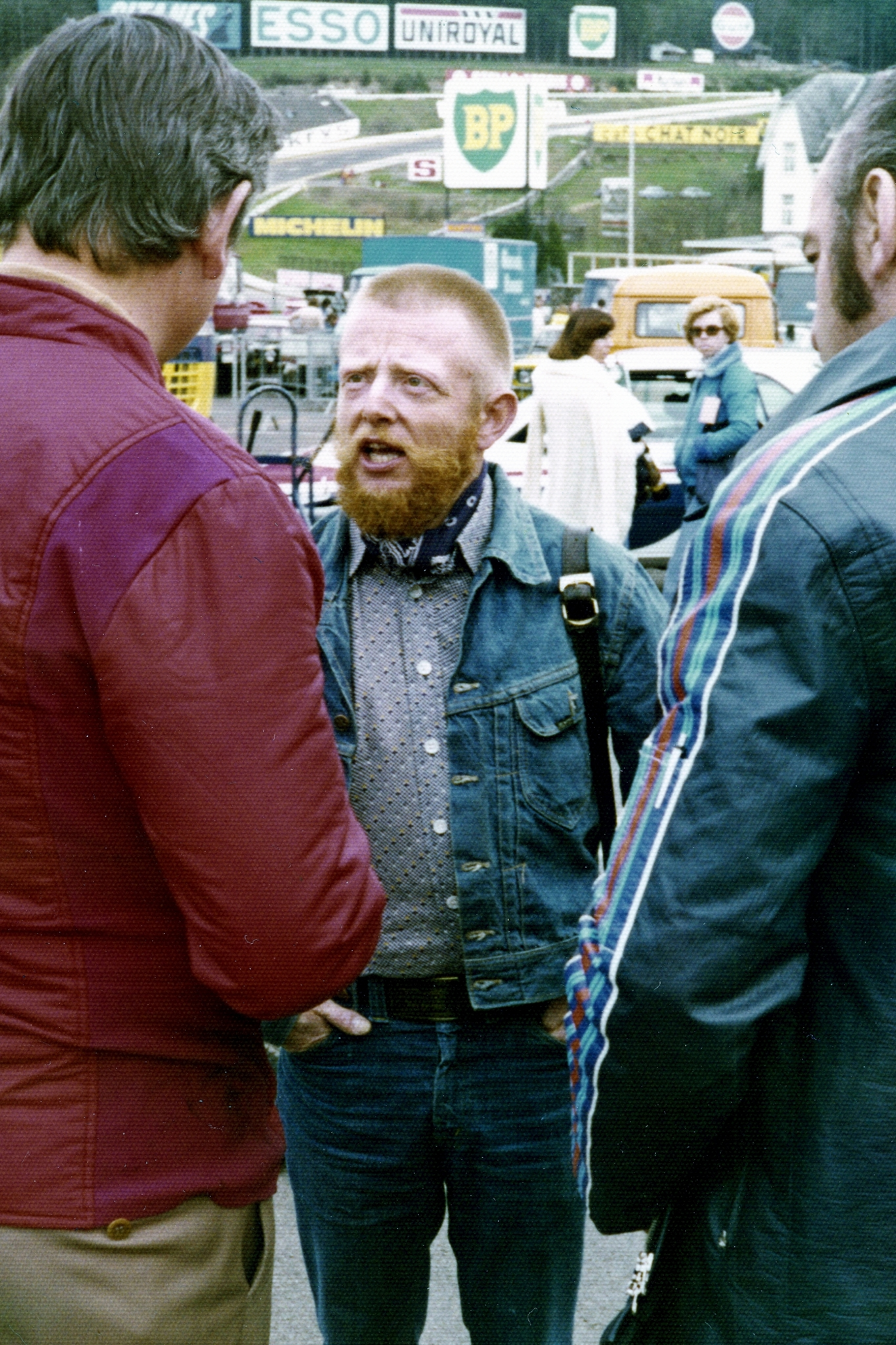
Herbert Müller verunglückte in der 14. Runde tödlich

Das 27.  1000-km-Rennen auf dem Nürburgring, auch 1000 km Nürburgring, Nürburgring Nordschleife, fand am 24. Mai 1981 statt und war der siebte Wertungslauf der Sportwagen-Weltmeisterschaft dieses Jahres.

## Das Rennen

### Vor dem Rennen
Zum 27. Mal richtete der ADAC im Mai 1981 das 1000-km-Rennen auf dem Nürburgring aus. Seit 1953 zählte das Langstreckenrennen auf der Nordschleife des Nürburgrings – bis auf die Saisons 1954 und 1955 – immer zur Sportwagen-Weltmeisterschaft. Das erste Rennen 1953 endete mit dem Gesamtsieg der Italiener Alberto Ascari und Giuseppe Farina auf einem Werks-Ferrari 375MM. Über die Jahre konnte sich das Rennen als fester Bestandteil der Sportwagensaison etablieren und hatte jedes Jahr neben dem 24-Stunden-Rennen von Le Mans die meisten Meldungen und Starter.
Die Sportwagen-Weltmeisterschaft 1981 umfasste 15 Rennveranstaltungen, und erstmals wurde zum Markenpokal auch der Titel eines Fahrerweltmeisters vergeben. Das Rennen am Nürburgring zählte zur Marken- und Fahrerwertung. Porsche hatte als Werksmannschaft bis zum Rennen am Nürburgring an keinem Weltmeisterschaftslauf teilgenommen. Auch auf der Nordschleife war kein Werkseinsatz geplant; dennoch nahm einer der Werks-Porsche 936, Fahrgestellnummer 936-004, am Rennen teil. Dieses Fahrzeug war schon 1980 erstmals von Reinhold Joest eingesetzt worden und erhielt die Typenbezeichnung 908/80. Das Fahrgestell 044 war ein Ersatzchassis, und da Porsche die 936 auf drei Einheiten beschränken wollte, erhielt dieser Wagen diese unglückliche Typenbezeichnung. Mit einem Porsche 908 hatte dieser Rennwagen tatsächlich wenig gemein. Porsche wollte den Einsatz dieses Wagens als Testlauf für das 24-Stunden von Le Mans verstanden wissen, ohne selbst als Rennmannschaft in Erscheinung zu treten. In Le Mans sollten Jacky Ickx und Derek Bell dann einen Werkswagen steuern. Von Porsche wurde Reinhold Joest am Nürburgring Jochen Mass als Partner zur Seite gestellt, der vertraglich langfristig an die Werksmannschaft gebunden war.
Joest brachte aber auch einen „echten“ 908 an die Nordschleife, der vom Vorjahressieger Jürgen Barth und von Volkert Merl gefahren wurde. Ein dritter 908 wurde von Siegfried Brunn gemeldet, der die bisher ausgefahrenen europäischen Rennen der Sportwagen-Weltmeisterschaft mit dem irischen Rennfahrer und späteren Formel-1-Teamchef Eddie Jordan bestritten hatte. Das zwei Wochen davor veranstaltete 6-Stunden-Rennen von Silverstone hatte das Duo an der dritten Stelle der Gesamtwertung beendet. Am Nürburgring war der Schweizer Herbert Müller Brunn's Partner. Müller, der seine Karriere eigentlich schon beendet hatte und sich als erfahrener Nürburgringkenner noch einmal zur Teilnahme an einem Rennen überreden ließ, erklärte vor dem Start, dass das 1000-km-Rennen sein definitiv letztes Rennen als Fahrer sei.
Die schnellste Trainingszeit erzielte ein Gruppe-5-Fahrzeug. Manfred Winkelhock umrundete auf einem von Zakspeed gemeldeten Ford-Capri-Silhouettefahrzeug die Nordschleife in 7:18,490, was einem Schnitt von 187,475 km/h entsprach. Damit war Winkelhock um 16 Sekunden schneller als John Fitzpatrick auf einem Porsche 935 bei seiner Pole-Position-Runde im Jahr davor. Wie schnell diese Zeit von Winkelhock war, mag ein Vergleich mit der Formel 1 verdeutlichen, die zwar seit dem schweren Unfall von Niki Lauda beim Großen Preis von Deutschland 1976 ihre Weltmeisterschaftsläufe nicht mehr auf der Nordschleife bestritt. Die beste Trainingszeit von James Hunt im McLaren M23 beim letzten Nürburgring-Grand-Prix lag mit 7:06,500 nur um 11,9 Sekunden unter der Zeit des Capri-Piloten.
Am Rennen konnte Winkelhock, der sich das Cockpit des Ford Capri mit Klaus Niedzwiedz teilte, jedoch nicht teilnehmen. Beim Warm-up knapp vor dem Start fiel auf, dass der Motor nicht die volle Leistung entwickelte. Im Ölfilter fanden Zakspeed-Mechaniker bei einer Nachschau Teile eines Lagers; damit war ein Start ausgeschlossen.

### Der Rennverlauf
Vom Start weg übernahm der nunmehr auf der Pole-Position stehende Porsche 908/80 mit Jochen Mass am Steuer die Spitze. Dahinter folgten mit immer größer werdendem Abstand der von Hans-Joachim Stuck gefahrene GS-Tuning-BMW M1 und die beiden Gruppe-5-Lancia Beta Montecarlo von Riccardo Patrese und Hans Heyer. Siegfried Brunn konnte mit seinem 908 das Rennen erst mit einer Verspätung von fünf Minuten nach der Startfreigabe aufnehmen, da die Mechaniker in der Box noch an der Aufhängung arbeiten mussten.
In der ersten Runde kam es zu einem Zwischenfall, der im weiteren Verlauf des Rennens fatale Folgen hatte. Guy Edwards kollidierte knapp vor dem Streckenabschnitt Kesselchen mit seinem Lola T600 mit dem Porsche 935 von Bobby Rahal. Während Edwards weiterfahren konnte, musste Rahal den leicht beschädigten und voll betankten Porsche am rechten Streckenrand abstellen.
Nachdem Jochen Mass in der achten Runde zum Nachtanken und Fahrerwechsel an die Box gekommen war, übernahm Stuck für eine Runde die Führung, dann steuerte auch er die Boxengasse an und übergab den BMW an seinen Teamkollegen, den brasilianischen Brabham-Formel-1-Piloten Nelson Piquet. Nach 14 Rennrunden führte Reinhold Joest mit fast drei Minuten Vorsprung auf Piquet und den Porsche 935 von Bob Wollek, der seit dem Start im Cockpit saß, als es zum tödlichen Unfall von Herbert Müller kam.

### Der tödliche Unfall von Herbert Müller
Warum Herbert Müller vor dem Kesselchen von der Strecke abkam und in den abgestellten Porsche von Bobby Rahal prallte, konnte nie präzise geklärt werden. Einige Piloten sprachen von leichtem Regen an dieser Stelle zum Unfallzeitpunkt. Müller war aber ein routinierter Fahrer und nach dem Fahrerwechsel schon einige Male am abgestellten Porsche vorbeigefahren. Ob der Unfall im Zusammenhang mit den Aufhängungsproblemen vor dem Start stand, blieb reine Spekulation. Der 908 von Brunn hatte zwar einen neuen doppelwandigen Tank, beim Aufprall platzten aber sowohl der Tank des 908 als auch der des 935; einige hundert Liter Benzin entzündeten sich und verwandelten die Unfallstelle in eine Flammenhölle. Weder die herbeigeeilten Streckenposten noch die Besatzungen von vier Rettungsfahrzeugen konnten die Flammen eindämmen. 15 Minuten brannte das Wrack. Herbert Müller hatte keine Chance, diesem Inferno zu entkommen; nach Auskunft der Rettungsärzte starb der Schweizer aber schon beim Aufprall.
Die Rennleitung reagierte vorerst nicht. Erst als nach dem Ende der 15. Runde immer weniger Rennwagen Start-und-Ziel passierten, war den Verantwortlichen klar, dass ein schwerer Zwischenfall vorlag. Einige der Piloten fuhren zwischen den Rettungsfahrzeugen und dem brennenden Wrack durch und setzten das Rennen fort. Andere, darunter viele Amateurrennfahrer, hielten an der Unfallstelle an. Dabei kam es beinahe zu einem Folgeunfall. Karl-Adolf Kneip verlor nach einer Vollbremsung die Herrschaft über seinen KMW SP30 und drehte sich links über die Streckenbegrenzung. Er konnte aber knapp vor der Unfallstelle den Wagen zum Stillstand bringen.
Als immer mehr Fahrzeuge die Strecke blockierten, unterbrach die Rennleitung das Rennen nach der 17. Runde. Zu diesem Zeitpunkt lag mehr durch Zufall Nelson Piquet im BMW M1 an der Spitze, da der klar führende Porsche von Reinhold Joest in der 16. Runde zum Nachtanken und Fahrerwechsel an der Box war. Dritter war Bob Wollek, dessen von Preston Henn gemeldeter Porsche noch immer keinen Fahrerwechsel hinter sich hatte.
Nachdem das wahre Ausmaß des Unfalls bekannt wurde und weil die Strecke an der Unfallstelle durch die Hitze stark beschädigt war, sahen die Rennverantwortlichen von einem Neustart ab. Das Rennergebnis nach 17 Runden wurde damit offiziell. Da nur 388 km der Gesamtdistanz zurückgelegt waren, wurden nur 1/2-Punkte für die jeweiligen Weltmeisterschaftswertungen vergeben.

### Norbert Przybilla und Peter Hoffmann
Kurioses ist den Ergebnislisten bezüglich der beiden Rennfahrer Norbert Przybilla und Peter Hoffmann zu entnehmen. Beide Piloten waren für unterschiedliche Teams am Start. Einerseits fuhren sie den Toj SC302 mit der Startnummer 4 und andererseits den BMW 2002 mit der Nummer 98; beide Fahrzeuge fielen in der dritten Runde aus. Zusätzlich waren beide Fahrer noch mit einem McLaren M8F mit der Startnummer 5 zum Rennen gemeldet, aber nicht gestartet.

## Ergebnisse

### Schlussklassement
| 1                  | Gruppe 5    | 12  | GS Tuning                            | Hans-Joachim Stuck Nelson Piquet                                | BMW M1 Sauber           | 17 |
| 2                  | S + 2.0     | 1   | Joest Racing                         | Jochen Mass Reinhold Joest                                      | Porsche 908/80          | 17 |
| 3                  | GTX + 2.0   | 27  | Preston Henn                         | Bob Wollek Preston Henn Adrian Yates-Smith                      | Porsche 935K3           | 17 |
| 4                  | Gruppe 5    | 17  | GS Tuning                            | Hans Heyer Piercarlo Ghinzani                                   | Lancia Beta Montecarlo  | 17 |
| 5                  | Gruppe 5    | 19  | Weralit Racing Team                  | Edgar Dören Jürgen Lässig                                       | Porsche 935K3           | 17 |
| 6                  | S + 2.0     | 2   | Joest Racing                         | Volkert Merl Jürgen Barth                                       | Porsche 908/3           | 16 |
| 7                  | Gruppe 5    | 20  | Vegla Racing Team                    | Dieter Schornstein Harald Grohs Walter Röhrl                    | Porsche 935J            | 16 |
| 8                  | GTP         | 15  | Grid Team Lola                       | Guy Edwards Emilio de Villota                                   | Lola T600               | 16 |
| 9                  | Gruppe 5    | 23  | Charles Ivy Racing                   | John Cooper Dudley Wood                                         | Porsche 935K3           | 16 |
| 10                 | Gruppe 5    | 31  | Martini Racing                       | Henri Pescarolo Andrea de Cesaris                               | Lancia Beta Montecarlo  | 16 |
| 11                 | Gruppe 5    | 16  | Martini Racing                       | Riccardo Patrese Eddie Cheever                                  | Lancia Beta Montecarlo  | 16 |
| 12                 | Gruppe 5    | 22  | Claude Haldi                         | Claude Haldi Charles Mendez                                     | Porsche 935/77A         | 16 |
| 13                 | Gruppe 5    | 14  | Sauber AG                            | Marc Surer Dieter Quester                                       | BMW M1 Sauber           | 15 |
| 14                 | GT          | 38  | Kurt König                           | Kurt König Peter Oberndorfer                                    | BMW M1 P                | 15 |
| 15                 | GT          | 43  | Canon Cameras Racing GTi Engineering | Richard Lloyd Tony Dron                                         | Porsche 924 Carrera GTR | 15 |
| 16                 | S 2.0       | 47  | Dorset Racing Associates             | Tony Birchenhough Brian Joscelyne Nick Mason                    | Lola T297               | 15 |
| 17                 | Gruppe 5    | 35  | Jägermeister                         | Walter Nussbaumer Anton Fischhaber Rick Köhler                  | BMW 320i                | 15 |
| 18                 | GT          | 44  | Formel Rennsport Club Zurich         | Peter Zbinden Edi Kofel                                         | Porsche 924 Carrera GTR | 14 |
| 19                 | GTU         | 61  | Z & W Enterprises                    | Fred Stiff Ray Ratcliff Pierre Honegger                         | Mazda RX-7              | 14 |
| 21                 | S 2.0       | 46  | Weigel Renntechnik                   | Roland Binder Rolf Götz                                         | Lola T296               | 14 |
| 22                 | T           | 108 | Bergisch-Gladbach Renngemeinschaft   | Richard Bremmekamp Werner Felder Hans Weißgerber                | BMW 320i                | 14 |
| 23                 | Gruppe 5    | 58  | Pioneer Racing                       | Wolfgang Offermann Wolf-Dieter Mantzel                          | Opel Ascona             | 14 |
| 24                 | T           | 86  | Heidapel Racing                      | Helmut Döring Bernhard Dransmann Herbert Kummle                 | Ford Escort RS2000      | 14 |
| 25                 | T           | 82  | Berkenkamp Ford                      | Dieter Selzer Andreas Schall Günther Braumüller                 | Ford Escort             | 14 |
| 26                 | ser T 2.0   | 117 | Hacheney                             | Volker Strycek Bruno Schmitz-Moormann Karl-Heinz Gürthler       | Toyota Celica           | 14 |
| 27                 | T           | 95  | Veltmann Opel                        | Werner Prinz Wolfgang Walter                                    | Opel Ascona             | 14 |
| 28                 | T           | 85  | Heidapel Racing                      | Bernhard Dransmann Dieter Gartman Wilfried Vogt                 | Ford Escort RS2000      | 14 |
| 29                 | T           | 123 | Karl-Ernst Brune                     | Karl-Ernst Brune Winfried von Osten Gerhard Hennemann           | Alfa Romeo GTV          | 14 |
| 30                 | T           | 107 | Bergisch-Gladbach Renngemeinschaft   | Hans Weißgerber Jürgen Möhle Michael Martini                    | BMW 2002                | 14 |
| 31                 | T           | 89  | Brauneiser Renntechnik               | Jochen Felder Willi Wipperführt Volker Imhof                    | Ford Escort RS          | 14 |
| 32                 | T           | 114 | Günther Bochem                       | Günther Bochem Lothar von Stein Frank Stamen                    | BMW 2002                | 14 |
| 33                 | Gruppe 5    | 24  | Emka Productions                     | Derek Bell Helmut Henzler                                       | BMW M1                  | 14 |
| 34                 | GT          | 40  | Kannacher GT Racing                  | Franz-Richard Friebel Karl-Josef Römer Matthias Lörper          | Porsche 930             | 14 |
| 35                 | T           | 90  | Heidapel Racing                      | Herbert Kummle Karl Mauer                                       | Ford Escort             | 14 |
| 36                 | T           | 92  | Milch Auto Tuning                    | Helmut Titz Friedrich Schütte Karl-Heinz Schäfer                | Opel Kadett             | 14 |
| 37                 | T           | 87  | Brauneiser Renntechnik               | Franz-Josef Bröhling Josef Felder Axel Felder                   | Ford Escort             | 14 |
| 38                 | T           | 93  | Milch Auto Tuning                    | Karl-Heinz Schäfer Lothar Milch                                 | Opel Ascona             | 13 |
| 39                 | Gruppe 5    | 42  | Tuff-Kote Dinol Racing               | Jan Lundgårdh Axel Plankenhorn                                  | Porsche 935L1           | 13 |
| 40                 | T           | 105 | Pioneer Racing                       | Jörg Helmig Michael Dagenhardt Wolfgang Offermann Heinrich Haag | Opel Ascona             | 13 |
| 41                 | ser T + 2.0 | 73  | Gilden Koelsch                       | Herbert Herler Günter Filthaut Dieter Huenermann                | Opel Monza              | 13 |
| 42                 | GT          | 39  | Mayen Automobil Club                 | Armin Sieferer Bernd Schiller                                   | Porsche 930             | 13 |
| 43                 | S 2.0       | 51  | Formel Rennsport Club Zurich         | Max Sigrist Urs Neukomm                                         | Lola T290               | 13 |
| 44                 | S + 2.0     | 9   | Auto Kümpel                          | Karl-Adolf Kneip Peter Hardt                                    | KMW SP30                | 12 |
| 45                 | Gruppe 5    | 60  | Jolly Club                           | Giorgio Schön Siegfried Müller junior Giorgio Pianta            | Lancia Beta Montecarlo  | 11 |
| 46                 | Gruppe 5    | 34  | Richard Cleare Racing                | Richard Cleare Dave Kennedy                                     | Porsche 934             | 11 |
| Nicht klassiert    |             |     |                                      |                                                                 |                         |    |
| 47                 | GT          | 41  | Jürgen Kannacher                     | Helmut Gall Wolfgang Hansen Karl-Heinz Hauwarth                 | Porsche 930             | 10 |
| 48                 | T           | 97  | Yale Stapler                         | Michael Middelhaufe Heiner Müller Rainer Zweibäumer             | BMW 2002                | 8  |
| Ausgefallen        |             |     |                                      |                                                                 |                         |    |
| 49                 | S + 2.0     | 3   | Siegfried Brunn                      | Siegfried Brunn Herbert Müller                                  | Porsche 908/3           | 13 |
| 50                 | ser T 2.0   | 119 | Valvoline Deutschland                | Wolf-Dieter Feuerlein Heinz Schaaf Hagen Arlt                   | Audi 80                 | 12 |
| 51                 | S 2.0       | 50  | David Mercer                         | David Mercer Mike Chittenden                                    | Vogue SP2               | 12 |
| 52                 | S 2.0       | 54  | Rallye Gemeinschaft Ulm              | Hans Forster Eugen Grupp                                        | Toj SC206               | 9  |
| 53                 | S 2.0       | 55  | Auto Kümpel                          | Peter Hardt Heinz Hardt                                         | Landar LRB              | 9  |
| 53                 | S 2.0       | 56  | Pioneer Racing                       | Christoph Esser Klaus Müller Christoph Bähr                     | Opel Kadett             | 9  |
| 54                 | S + 2.0     | 6   | Kurt Hild                            | Kurt Hild Ralf Walter                                           | Toj SC306               | 8  |
| 55                 | Gruppe 5    | 21  | Valvoline Deutschland                | Franz Gschwender Wolf-Dieter Feuerlein                          | Porsche 935/77          | 8  |
| 56                 | Gruppe 5    | 36  | Jägermeister                         | Mario Ketterer Jörg Denzel Eckhard Schimpf                      | BMW 320i                | 8  |
| 57                 | Gruppe 5    | 45  | Druckindustrie                       | Helmut Bross Fritz Glatz Harald Brutschin                       | Toj SC205               | 8  |
| 58                 | GT          | 37  | Wera-Meissberg                       | Hans-Peter Duge Jürgen Lässig                                   | BMW M1                  | 5  |
| 59                 | T           | 84  | KWS Motorsport                       | Herbert Asselborn Hartmut Bauer Richard Jones                   | Ford Escort RS          | 5  |
| 60                 | S + 2.0     | 4   | AC 1927 Mayen                        | Norbert Przybilla Peter Hoffmann                                | Toj SC302               | 3  |
| 61                 | S 2.0       | 48  | GTP International                    | Axel Felder Michael Bitschnau Franz-Josef Bröhling              | Chevron B36             | 3  |
| 62                 | T           | 88  | Braunmeister Renntechnik             | Kurt Hens Peter Biewald                                         | Ford Escort             | 3  |
| 63                 | T           | 98  | Yale Stapler                         | Norbert Przybilla Peter Hoffmann                                | BMW 2002                | 3  |
| 64                 | T           | 81  | Werner Struck                        | Werner Struck Kenneth Persson Olaf Manthey                      | Ford Escort             | 2  |
| 65                 | T           | 111 | Rheydter Club                        | Walter Preusser Peter Sieben Friedhelm Coenen                   | BMW 320i                | 2  |
| 66                 | Gruppe 5    | 25  | Bob Akin Motor Racing                | Bobby Rahal Bob Akin                                            | Porsche 935K3           | 1  |
| Nicht gestartet    |             |     |                                      |                                                                 |                         |    |
| 67                 | S + 2.0     | 7   | Weigel Renntechnik                   | Rolf Götz Roland Binder John Blanckley                          | Chevron B31             | 1  |
| 68                 | S + 2.0     | 8   | Weigel Renntechnik                   | Siegfried Rieger John Blanckley                                 | McLaren M8              | 2  |
| 69                 | Gruppe 5    | 11  | Liqui Moly Zakspeed                  | Manfred Winkelhock Klaus Niedzwiedz                             | Ford Capri              | 3  |
| 70                 | Gruppe 5    | 18  | Jolly Club                           | Carlo Facetti Martino Finotto                                   | Ferrari 308GTB          | 4  |
| 71                 | ser T + 2.0 | 71  | Gilden Koelsch                       | Helmut Döring Hanno Schumacher Mark Thatcher                    | Ford Capri              | 5  |
| Nicht qualifiziert |             |     |                                      |                                                                 |                         |    |
| 72                 | T           | 64  | Hugo Nöckel                          | Hugo Nöckel Walter Löffler Friedhelm Vogt                       | Opel Monza              | 6  |
| 73                 | T           | 65  | Yale Stapler                         | Michael Middelhaufe Heiner Müller Rainer Zweibäumer             | BMW 530i                | 7  |
| 74                 | T           | 66  | Kannacher GT Racing                  | Karl-Josef Römer Mathias Lörper                                 | Talbot Sunbeam          | 8  |
| 75                 | T           | 83  | Eichberg Racing                      | Klaus Hackländer Helmut Gries                                   | Ford Escort RS          | 9  |
| 76                 | T           | 91  | Holger Knudsen                       | Holger Knudsen John Nielsen                                     | Opel Ascona             | 10 |
| 77                 | T           | 94  | Lothar Milch                         | Josef Druda Rudolf Druda Arno Wester                            | Opel Kadett             | 11 |
| 78                 | T           | 102 | Valvoline Deutschland                | Peter Stern Norbert Lehmann                                     | BMW 2002                | 12 |
| 79                 | T           | 104 | Pioneer Racing                       | Michael Degenhardt Christoph Esser Wolfgang Offermann           | Opel Kadett             | 13 |
| 80                 | T           | 106 | Bergisch-Gladbach Renngemeinschaft   | Jürgen Möhle Richard Bremmekamp Klaus Lindlar                   | BMW 2002                | 14 |
| 81                 | T           | 109 | Ruebenach Automobil Club             | Rolf Schmitz Klaus Seifert                                      | Opel Kadett GT/E        | 15 |
| 82                 | T           | 112 | Eichberg Racing                      | Joachim Scheefeldt Helmut Gries Klaus Hackländer                | BMW 2002                | 16 |
| 83                 | T           | 113 | Konrad Lammers & Rolf Schlieper      | Konrad Lammers Rolf Schlieper Wolfgang Boenig                   | VW Golf GTi             | 17 |
| 84                 | T           | 115 | Hans Schell                          | Hans Schell Willi Piroth                                        | BMW 2002                | 18 |
| 85                 | T           | 116 | Alfons Schulze-Niehues               | Josef Brinkmann Alfons Schulze-Niehues                          | BMW 2002                | 19 |
| 86                 | T           | 118 | Michael Eschmann                     | Michael Eschmann Ullrich Roitzheim Paul Hulverscheid            | VW Golf                 | 20 |
| 87                 | T           | 120 | Harald ten Eicken                    | Harald ten Eicken Friedrich Burgmann                            | BMW 320i                | 21 |

1 Wagenwechsel vor dem Rennen
2 nicht gestartet
3 Motorschaden im Warm-up
4 nicht gestartet
5 nicht gestartet
6 nicht qualifiziert
7 nicht qualifiziert
8 nicht qualifiziert
9 nicht qualifiziert
10 nicht qualifiziert
11 nicht qualifiziert
12 nicht qualifiziert
13 nicht qualifiziert
14 nicht qualifiziert
15 nicht qualifiziert
16 nicht qualifiziert
17 nicht qualifiziert
18 nicht qualifiziert
19 nicht qualifiziert
20 nicht qualifiziert
21 nicht qualifiziert

### Nur in der Meldeliste
Hier finden sich Teams, Fahrer und Fahrzeuge, die ursprünglich für das Rennen gemeldet waren, aber aus den unterschiedlichsten Gründen daran nicht teilnahmen.
| Pos. | Klasse   | Nr. | Team                         | Fahrer                                            | Chassis                |
| ---- | -------- | --- | ---------------------------- | ------------------------------------------------- | ---------------------- |
| 88   | S + 2.0  | 5   | AC 1927 Mayen                | Peter Hoffmann Norbert Przybilla                  | McLaren M8F            |
| 89   | Gruppe 5 | 32  | Martini Racing               |                                                   | Lancia Beta Montecarlo |
| 90   | Gruppe 5 | 33  | Martini Racing               |                                                   | Lancia Beta Montecarlo |
| 91   | GT       | 49  | Angelo Pallavicini           | Angelo Pallavicini                                | Porsche 934            |
| 92   | S 2.0    | 52  | Formel Rennsport Club Zurich | Urs Neukomm Max Sigrist                           | Lola T212              |
| 93   | S 2.0    | 56  | Nieswurz Racing              | Christian Brauer Hubert Hahne                     | Lola T290              |
| 94   | S 2.0    | 57  | Pino Logrippo                | Pino Logrippo Wolf-Dieter Mantzel                 | Lola T390              |
| 95   | S 2.0    | 59  | Jacques Heuclin              | Jacques Heuclin Sylvain Lachaud                   | Lola T298              |
| 96   | GTU      | 62  | Autohaus Becker              | Karl-Heinz Becker Hans Stoffeisen Armin Hahne     | Mazda RX-7             |
| 97   | T        | 63  | Pirmasens Automobil Club     | Klaus-Emil Röckel Günther Filthaut Rolf Koerner   | Opel Commodore         |
| 98   | T        | 67  | Ducal                        | Nico Demuth Horst Klauke                          | Renault R5             |
| 99   | LM GTX   | 72  | Wolfgang Boller              | Wolfgang Boller Wolfgang Wolf                     | Ford Escort            |
| 100  | LM GTX   | 74  | Hermann Bongen               | Hermann Bongen Heinz Meurer                       | Audi 100               |
| 101  | LM GTX   | 75  | Ducal                        | Nico Demuth Horst Kauke                           | Renault R5             |
| 102  | T        | 96  | OBI                          | Bernd Knipper Wolfgang Balzar                     | Alfa Romeo GTV         |
| 103  | T        | 99  | Yale Stapler                 | Kurt Hens Peter Biewald Heinz Weiler              | BMW 2002               |
| 104  | T        | 100 | Valvoline Deutschland        | Kurt Müller Dieter Kraft Hartmut Herbort          | Ford Escort RS         |
| 105  | T        | 101 | Valvoline Deutschland        | Rudolf Beck Max Janitschek Helmut Kreinberg       | BMW 2002               |
| 106  | T        | 110 | Ruebenach Automobil Club     | Peter Ernst Dieter Hegels                         | BMW 2002               |
| 107  | T        | 121 | Valvoline Deutschland        | Friedrich Schütte Helmut Titz                     | Opel Kadett            |
| 108  | T        | 121 | Langefeld Motor Sport Club   | Dieter Raasch Jürgen Galle                        | VW Scirocco            |
| 109  | T        | 124 | Wahlscheid Motor Sports Club | Heinrich Sprungmann Gerhard Mennecken Dierk Meyer | VW Golf GTi            |

### Klassensieger
| Klasse                         | Fahrer             | Fahrer                 | Fahrer              | Fahrzeug       | Platzierung im Gesamtklassement |
| ------------------------------ | ------------------ | ---------------------- | ------------------- | -------------- | ------------------------------- |
| Sportwagen über 2 Liter        | Jochen Mass        | Reinhold Joest         |                     | Porsche 908/80 | Rang 2                          |
| Sportwagen bis 2 Liter         | Tony Birchenhough  | Brian Joscelyne        |                     | Lola T297      | Rang 16                         |
| Gruppe 5                       | Hans-Joachim Stuck | Nelson Piquet          |                     | BMW M1 Sauber  | Gesamtsieg                      |
| GT                             | Kurt König         | Peter Oberndorfer      |                     | BMW M1         | Rang 14                         |
| Tourenwagen                    | Richard Bremmekamp | Werner Felder          | Hans Weißgerber     | BMW 320i       | Rang 22                         |
| Serientourenwagen über 2 Liter | Herbert Herler     | Günther Filthaut       | Dieter Huenermann   | Opel Monza     | Rang 42                         |
| Serientourenwagen bis 2 Liter  | Volker Strycek     | Bruno Schmitz-Moormann | Karl-Heinz Gürthler | Toyota Celica  | Rang 26                         |
| GTX über 2 Liter               | Bob Wollek         | Preston Henn           | Adrian Yates-Smith  | Porsche 935 K3 | Rang 3                          |
| GTU                            | Fred Stiff         | Ray Ratcliff           | Pierre Honegger     | Mazda RX-7     | Rang 19                         |
| GTP                            | Guy Edwards        | Emilio de Villota      |                     | Lola T600      | Rang 8                          |

### Renndaten
- Gemeldet: 109
- Gestartet: 66
- Gewertet: 46
- Rennklassen: 10
- Zuschauer: Unbekannt
- Wetter am Renntag: Zu Beginn warm und trocken, leichter Nieselregen ab der zehnten Runde
- Streckenlänge: 22,835 km
- Fahrzeit des Siegerteams: 2:16:50,860 Stunden
- Gesamtrunden des Siegerteams: 17
- Gesamtdistanz des Siegerteams: 388,195 km
- Siegerschnitt: 170,202 km/h
- Pole Position: Manfred Winkelhock – Ford Capri (#11) – 7.18.490 – 187,475 km/h
- Schnellste Rennrunde: Jochen Mass – Porsche 908/80 (#1) – 7.33.530 – 181,258 km/h
- Rennserie: 7. Lauf zur Sportwagen-Weltmeisterschaft 1981